# Ces messieurs de Saint-Malo
Ces messieurs de Saint-Malo est le premier volume d'une saga historique, La Saga des Carbec. Écrit par Bernard Simiot, ce roman historique a été publié en 1983. Il a reçu le prix du Cercle de la mer et le prix Breizh en 1983, ainsi qu'un prix d'Académie en 1984. Il a connu un grand succès dès sa parution, avec 200 000 exemplaires vendus,, et il a été réédité plusieurs fois depuis.

## Résumé
Le roman retrace l'ascension sociale d'une famille malouine pendant le règne de Louis XIV. Issu d'une lignée de regrattiers, petits commerçants sans envergure, Mathieu Carbec se décide à investir dans trois actions de la Compagnie des Indes, qui vient d'être créée en 1664. C'est le début d'une aventure commerciale qui lui permet de s'enrichir. Il le doit en particulier à son association avec le capitaine Le Coz, corsaire expérimenté et armateur avisé, expert en trafics et fraude fiscale, qu'il pratique impunément en toute discrétion. Le Coz se prend d'affection pour le fils de Mathieu Carbec, Jean-Marie, auquel il transmet tout son savoir. Après avoir débuté comme mousse sur un morutier, Jean-Marie fait fructifier la fortune héritée de son père et s'illustre sur mer par des expéditions au long cours et des hauts faits de « caprerie ». Il épouse la fille de Le Coz et fonde ainsi une famille qui intègre l'aristocratie de Saint-Malo, celle des Magon et des Danycan. Il embarque une dernière fois pour participer à la Bataille de Rio de Janeiro en 1711, ce qui lui vaut d'être anobli.

## Analyse
Pierre Campion admire le talent avec lequel l'auteur applique les recettes du roman populaire dans une intrigue riche en péripéties mêlant amour, argent, aventure, violence, et événements historiques. Il  apprécie que ce roman « grand public » soit très bien documenté et qu'il donne vie à de nombreux personnages issus de toutes les couches sociales : sous ce règne de Louis XIV où les guerres se succèdent, Saint-Malo bénéficie d'une position privilégiée qui est mise à profit aussi bien par l'aristocratie que par les marchands et les boutiquiers. L'opposition entre ces deux mondes est illustrée par la rivalité entre Jean-Marie Carbec et Romain de Couesnon, qui fait preuve d'autant de morgue que d'intrépidité.

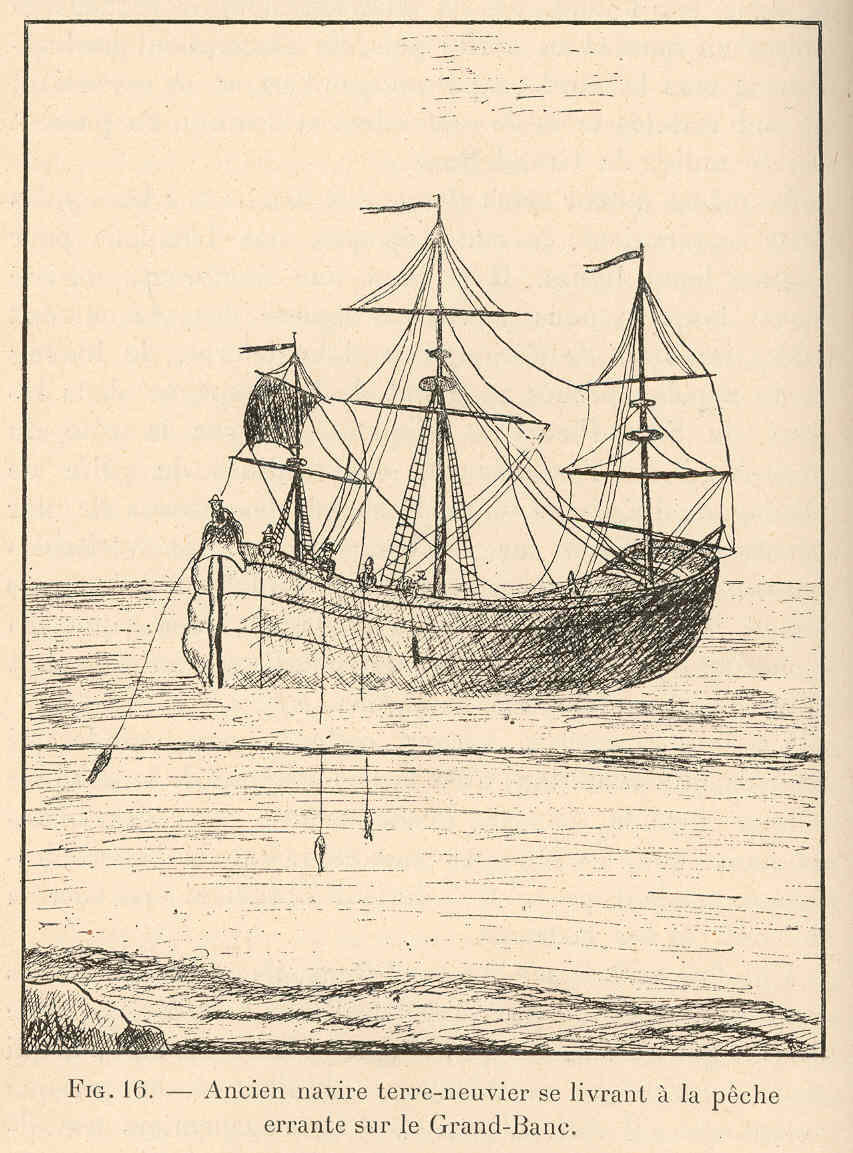
Navire se livrant à la pêche errante sur les Grands Bancs de Terre-Neuve

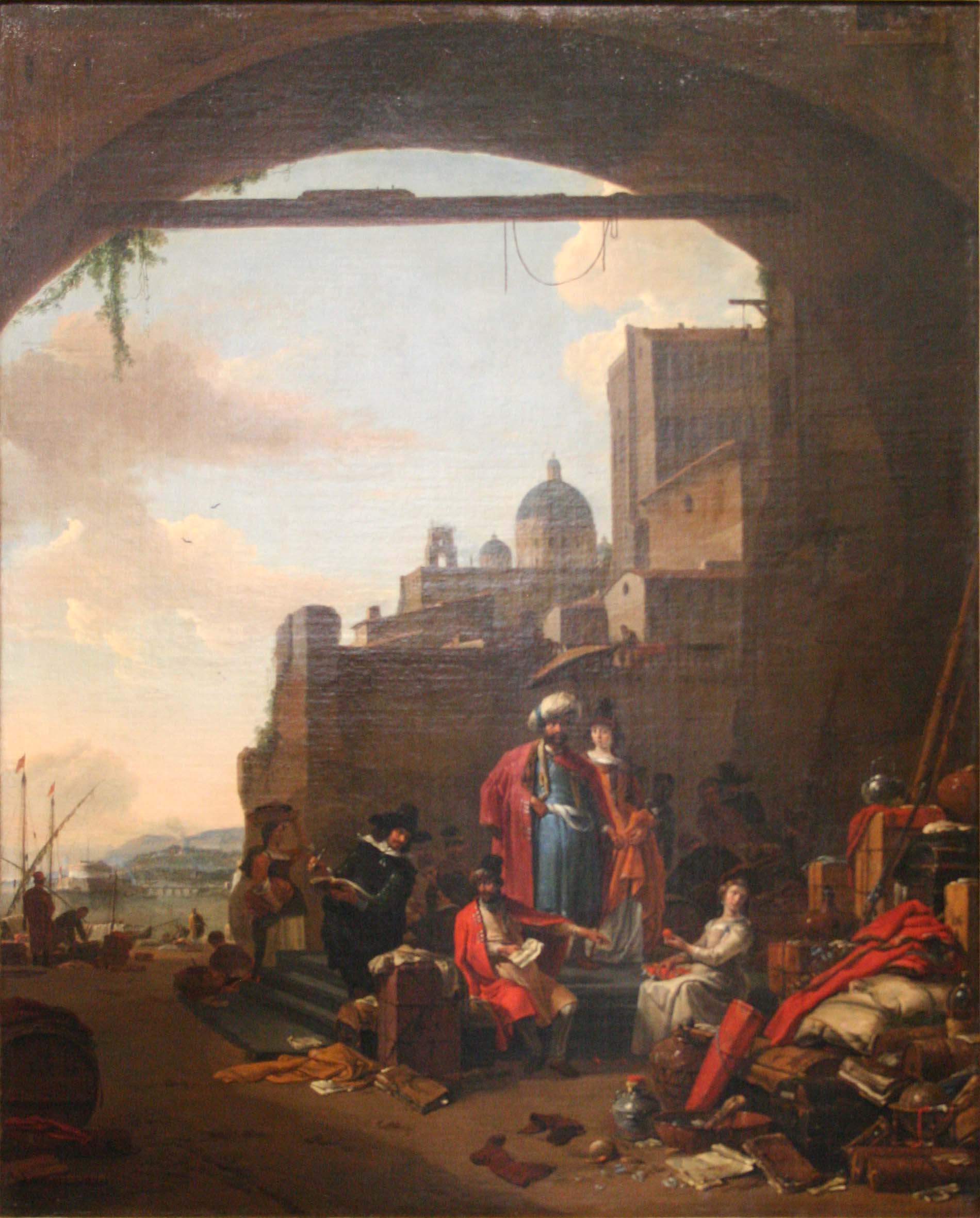
Le corsaire et le juif, peinture de Thomas Wyck (vers 1670-1680)

Marina Marengo s'intéresse à la dimension spatiale du roman, organisée en plusieurs zones de plus en plus étendues, depuis Saint-Malo jusqu'aux mers lointaines,:
1. Le niveau local qui inclut la ville de Saint-Malo, en situation quasi insulaire, Paramé et, dans l'arrière-pays, le château de Couesnon. Les principaux personnages dont on suit la vie quotidienne se concentrent dans cet espace restreint.
2. La côte atlantique, où se situent des ports essentiels pour le commerce au long cours, comme Nantes, Port-Louis et « L'Orient »[11], ainsi que le port militaire de Brest.
3. Le royaume de France, où le pouvoir est centralisé à Paris, puis à Versailles.
4. Le domaine maritime des corsaires, principalement la Manche où transitent de nombreux navires de commerce rentrant chargés de biens précieux à destination de Londres et d'Amsterdam.
5. Les océans à franchir pour pêcher la morue dans les Grands Bancs de Terre-Neuve, ou pour commercer avec des comptoirs lointains qu'il faut d'abord fonder, puis défendre ou attaquer, à Madagascar,  Surat ou Pondichéry, ainsi que sur les côtes des mers du Sud.

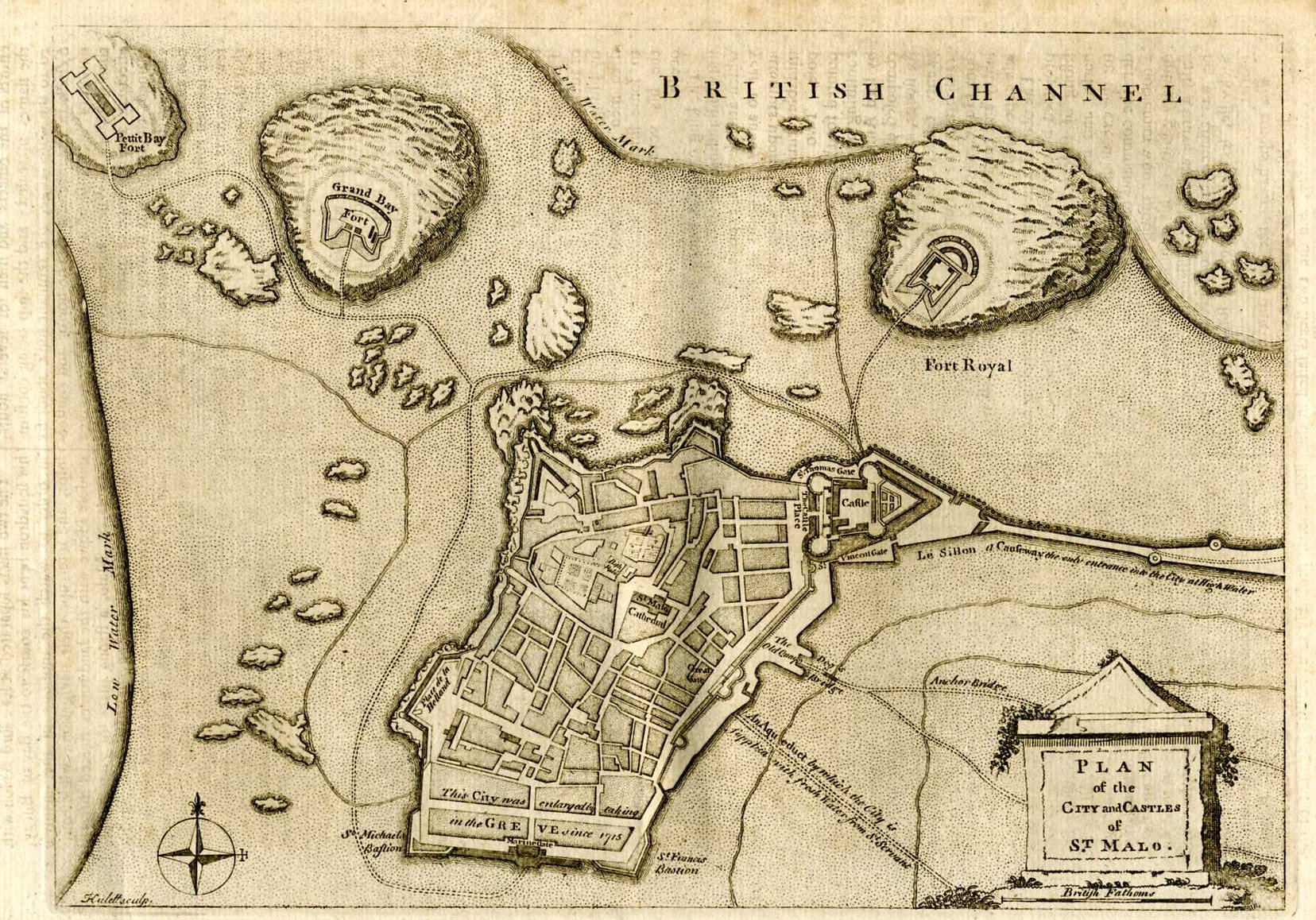
Carte de Saint-Malo datant probablement du XVIIIe siècle
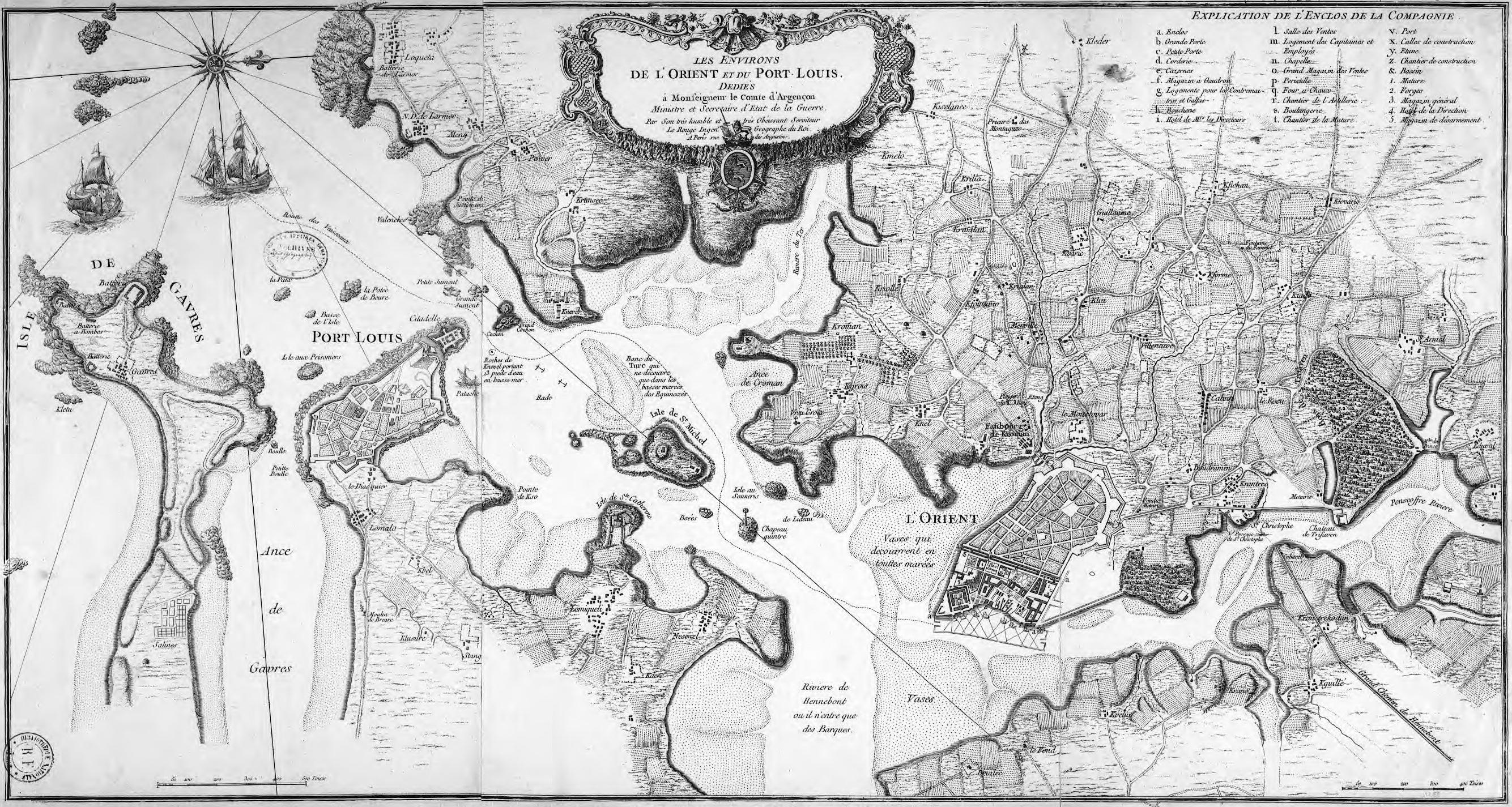
Carte des environs de Port-Louis et de « L'Orient »
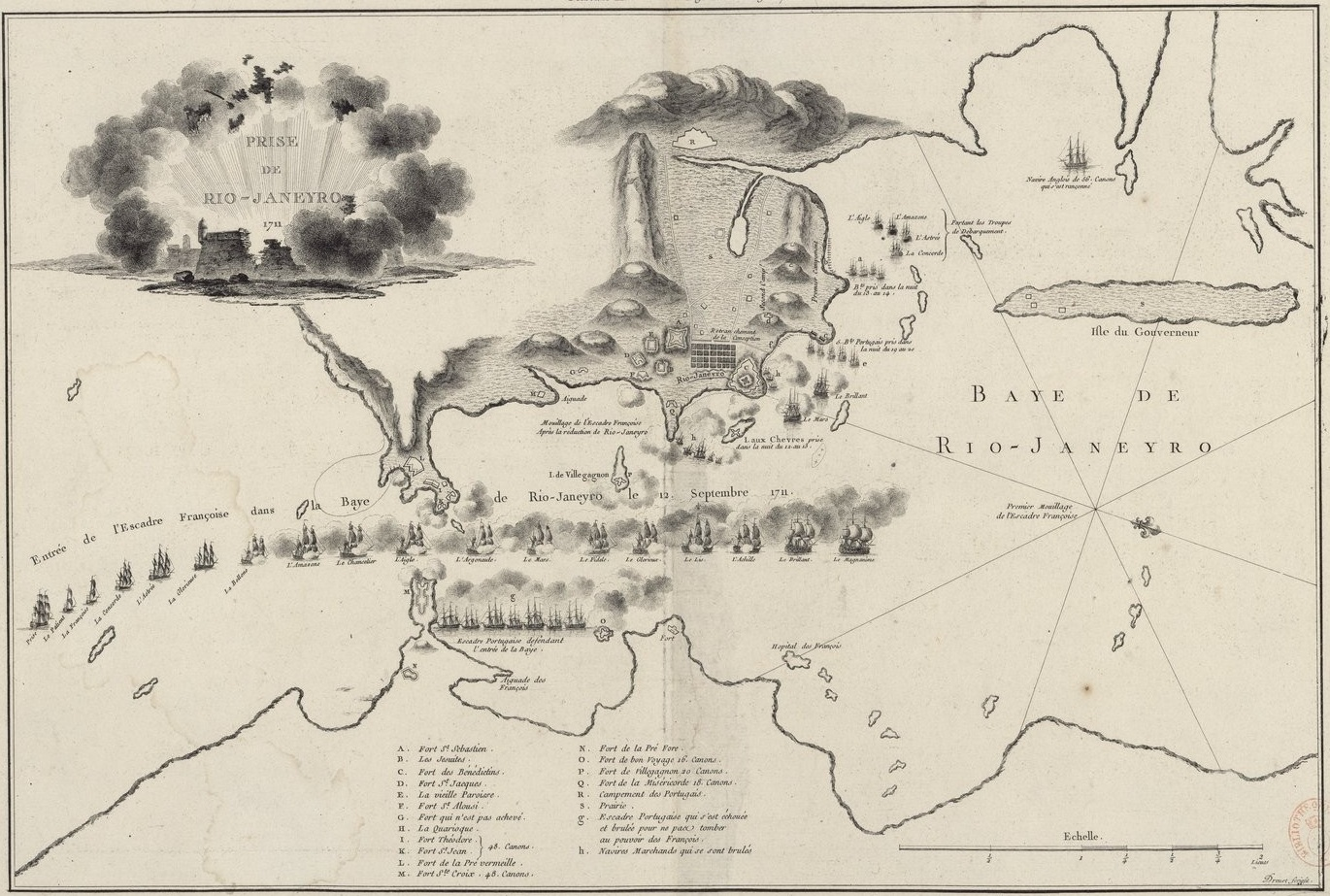
Prise de Rio de Janeiro en 1711
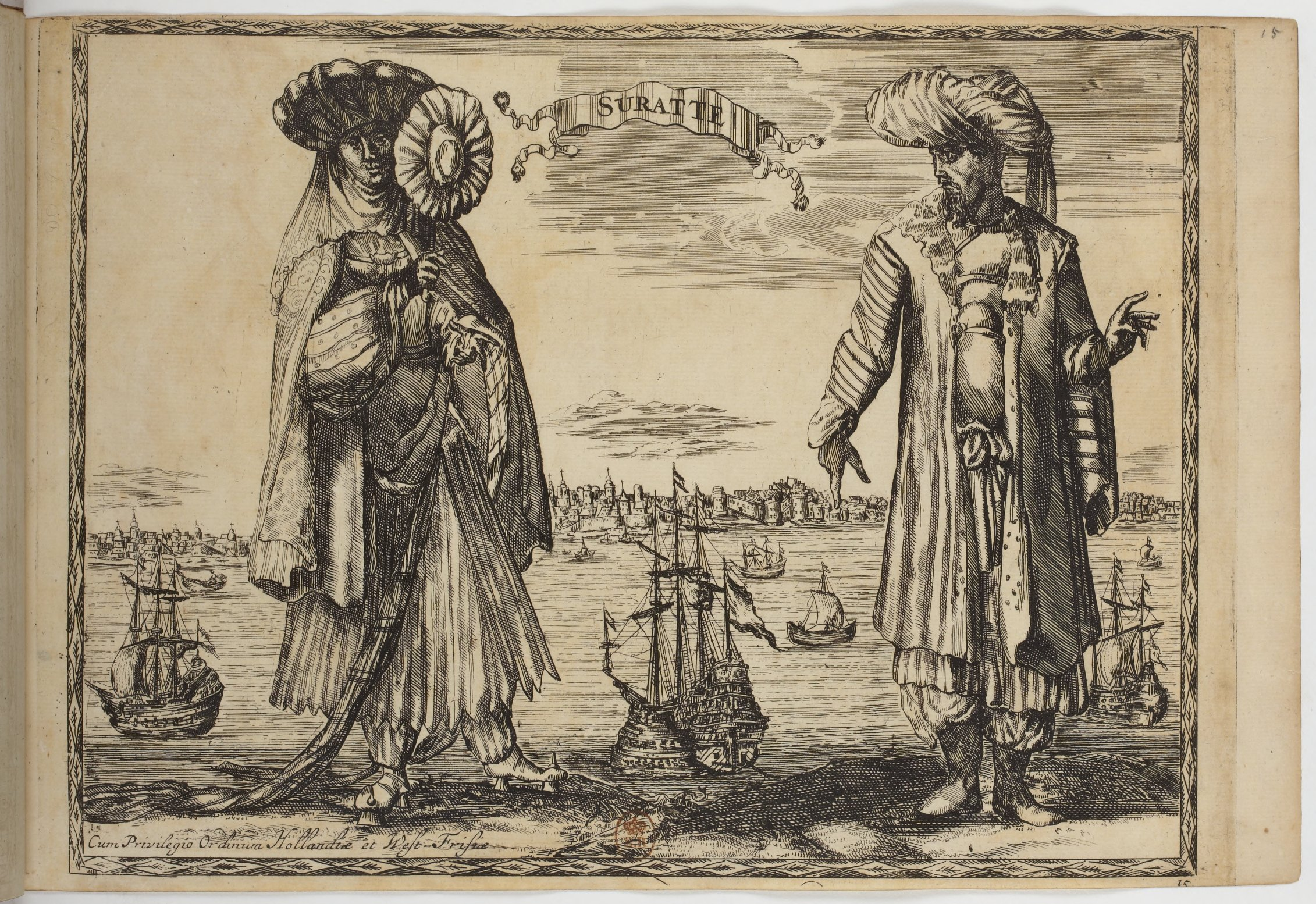
Costume des habitants de Surat

## Éditions
- Albin Michel (édition originale)[11]
- France loisirs[15]
- Le Grand livre du mois[16]
- Le Livre de poche[17]
- Albin Michel (réédition de 2011)[18]